# 胡特施托克山
46°48′41″N 8°19′54″E / 46.81139°N 8.33167°E

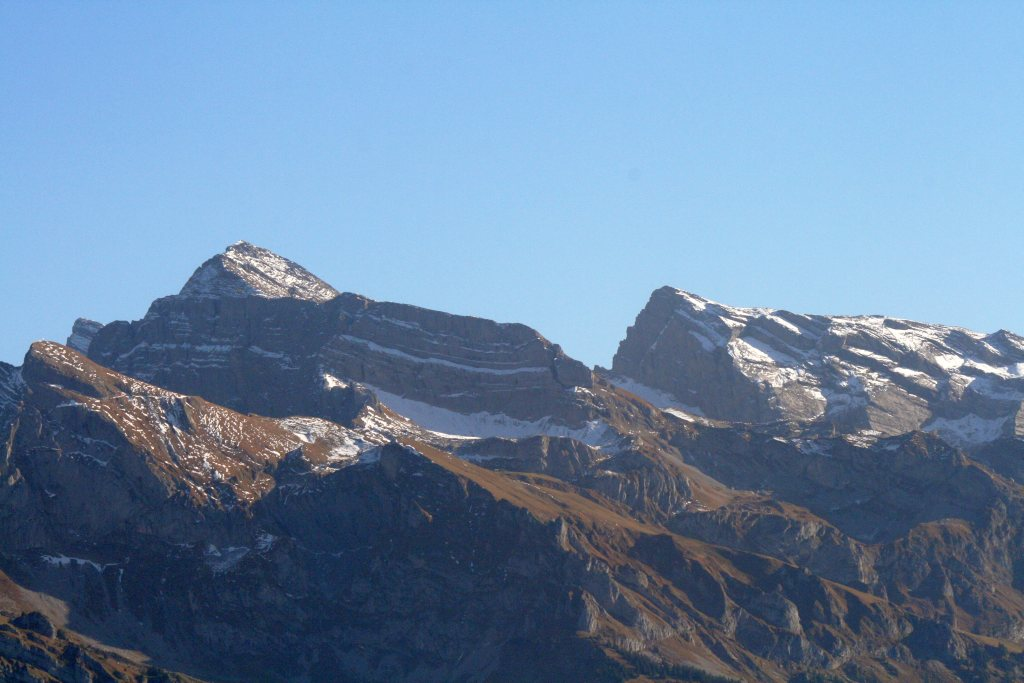

胡特施托克山（德語：Huetstock），是瑞士的山峰，位於該國中部，屬於烏里山的一部分，處於下瓦爾登州和上瓦爾登州接壤的邊界，海拔高度2,676米，每年平均降雨量2,465毫米。